# Daniel Popescu (Turner)
Ilie Daniel Popescu (* 1. Juni 1983 in Reșița) ist ein ehemaliger rumänischer Kunstturner.
Er war in seiner Kindheit zuerst Ringer, bevor er sich für das Turnen entschied. Sein Spezialgerät war zuerst das Pauschenpferd, an dem er im Jahr 2000 in Deutschland auch Junioren-Europameister wurde. Ein Jahr später wurde er in den Nationalkader aufgenommen.
2004 nahm Popescu an den Olympischen Spielen in Athen teil, wo er mit der rumänischen Turnriege die Bronzemedaille gewann. Bei den Turn-Europameisterschaften 2005 erreichte er am Pauschenpferd den fünften Platz. 2006 wurde er bei den Europameisterschaften mit der Mannschaft Vize-Europameister und bei den Weltmeisterschaften im selben Jahr verpassten die Rumänen mit Platz vier nur knapp die Medaillenplätze.
2007 erreichte Popescu seine beste internationale Einzelplatzierung. Bei den Weltmeisterschaften in Stuttgart wurde er hinter dem Polen Leszek Blanik Vize-Weltmeister im Sprung. Mit der Mannschaft wurde er Achter. Bei den Turn-Europameisterschaften 2008 gewann Popescu zweimal Bronze, im Sprung und mit der Mannschaft. Außerdem nahm er in diesem Jahr in Peking an seinen zweiten Olympischen Spielen teil, bei denen die rumänische Mannschaft siebte wurde. 2009 erreichte er bei den Europameisterschaften drei Finals. Am Barren und im Sprung wurde er Fünfter und am Pauschenpferd Siebter.
Daniel Popescu hat an der Universität Bacău Sport studiert und ging 2010 nach Deutschland zum TV Wetzgau. Er startete für die Bundesligamannschaft, mit der er 2013 Deutscher Mannschaftsmeister wurde und arbeitete gleichzeitig als Trainer. 2014 wurde er Trainer in Salerno (Italien). 2016 kehrte Popescu, der mittlerweile auch die deutsche Staatsangehörigkeit angenommen hat, nach Deutschland zurück und wurde Trainer in Ulm.